# Old Carthusians Football Club
L'Old Carthusians Football Club è una società calcistica inglese i cui calciatori sono tutti ex alunni della Charterhouse School delle città di Godalming, Waverley e Surrey.

## Storia
Il club venne fondato nel 1876 e si aggiudicò la FA Cup nel 1881 battendo in finale per 3-0 l'Old Etonians F.C. Nelle edizioni 1882-1883 e 1884-1885 della FA Cup raggiunse invece le semifinali del torneo. Il club ha inoltre giocato per 3 volte la finale di FA Amateur Cup, vincendo le edizioni 1893-1894 e 1896-1897 e perdendo la finale dell'edizione 1894-1895. Sempre nell'ultimo decennio del diciannovesimo secolo si è inoltre aggiudicato la London Senior Cup nelle stagioni 1894-1895, 1895-1896, 1896-1897 e 1898-1899, mentre nella stagione 1893-1894 è stato finalista perdente.
Questo club è tuttora attivo e milita nella Arthurian League, che nel corso della sua storia ha vinto in 5 occasioni.

## Giocatori di livello internazionale
Nove giocatori dell'Old Carthusians hanno giocato anche per la nazionale inglese:
- Andrew Amos (2 presenze)
- William Cobbold (3 presenze)
- Walter Gilliat (1 presenza)
- Edward Hagarty Parry (3 presenze)
- Gilbert Oswald Smith (6 presenze)
- Maurice Stanbrough (1 presenza)
- Arthur Melmoth Walters (9 presenze)
- Percy Melmoth Walters (13 presenze)
- Charles Wreford-Brown (3 presenze)

## Palmarès

### Competizioni nazionali
- Coppa d'Inghilterra: 1

1880-1881
- FA Amateur Cup: 2

1893-1894, 1896-1897
- 5 Arthurian League (1979, 1982, 1988, 2006, 2008)

### Competizioni regionali
- London Senior Cup: 4

1894-1895, 1895-1896, 1896-1897, 1898-1899